# Warren Spector
Warren Spector (nacido el 2 de octubre de 1955) es un diseñador de juegos de rol y videojuegos de rol. Es conocido por haber fusionado elementos de videojuegos de rol con juegos de disparos en primera persona. Actualmente reside en Austin, Texas con su esposa, la escritora de fantasía Caroline L. Spector. Sus trabajos más sobresalientes han sido los videojuegos System Shock , Deus Ex , Thief: The Dark Project y Epic Mickey

## Juventud
Spector creció en Manhattan, lugar que él describió a ratos como un ambiente hostil donde "a niños judíos bajitos y regordetes no les iba bien".  Mostró una intensa devoción hacia cualquier tema que se volviese su obsesión en cualquier momento dado, desde dinosaurios y aviones cuando era pequeño, hasta un interés en el derecho cuando entró al sexto grado en el colegio. Cuando cumplió 13, Spector decidió que quería ser un crítico de cine, y cuando entró a la escuela secundaria, sus obsesiones se expandieron al incluir a los automóviles y el baloncesto.

## Educación
Spector fue a Northwestern University en Illinois, aún con la intención de convertirse en crítico de cine, indicando que "sabía más sobre películas que muchos de mis profesores". Spector obtuvo su BSc en Comunicaciones en Northwestern, y luego obtuvo su MA en Radio-TV-Películas en la Universidad de Texas en Austin en 1980. Su tesis fue una historia crítica de las caricaturas de Warner Bros.
A lo largo de sus años universitarios, Spector disfrutaba jugando, y según indica él, "jugaba sobre todo juegos de Avalon Hill, y muchos de los juegos OGRE y G.E.V., y Rivets de Megagaming. Casi todos eran juegos de tablero hasta que me hice amigo de escritores de ciencia ficción que jugaban juegos de D&D, así que decidí probarlos. Quedé enganchado." Spector enseñó varias clases de pregrado en la Universidad de Texas en Austin sobre la historia, teoría y crítica de cine.

## Carrera
En 1983, luego de dejar un trabajo como archivista en el Harry Ransom Center a cargo de la colección de David O. Sleznick después de un par de meses, Spector, en sus propias palabras, se "encontraba sentado, preguntándome como iba a pagar la renta el próximo mes, cuando recibí una llamada de Chris Frink. El escribía para una revista semanal de entretenimiento que yo solía editar cuando estaba en la universidad. Bueno, me dijo que ahora era el editor de la revista Space Gamer y me preguntó si quería un trabajo. Así fue que en el otoño de 1983, comencé como editor." En poco tiempo, Spector se convirtió en el redactor jefe para todos los productos de Steve Jackson Games, la compañía que era dueña y publicaba la revista Space Gamer. Spector comenzó a producir juegos de rol para la compañía, supervisando los departamentos de desarrollo, estilo del text, arte y gráficos. Entre sus trabajos más notables, estuvo el desarrollo del juego Toon, junto con su colega y amigo de la secundaria Greg Costikyan. En marzo de 1987 fue contratado por TSR, Inc., inicialmente para trabajar en juegos de rol como Top Secret/S.I. y Marvel Super Heroes. Spector pasó un tiempo en el departamento de investigación de TSR, colaborando con el lanzamiento, entre otras cosas, de Spelljammer.

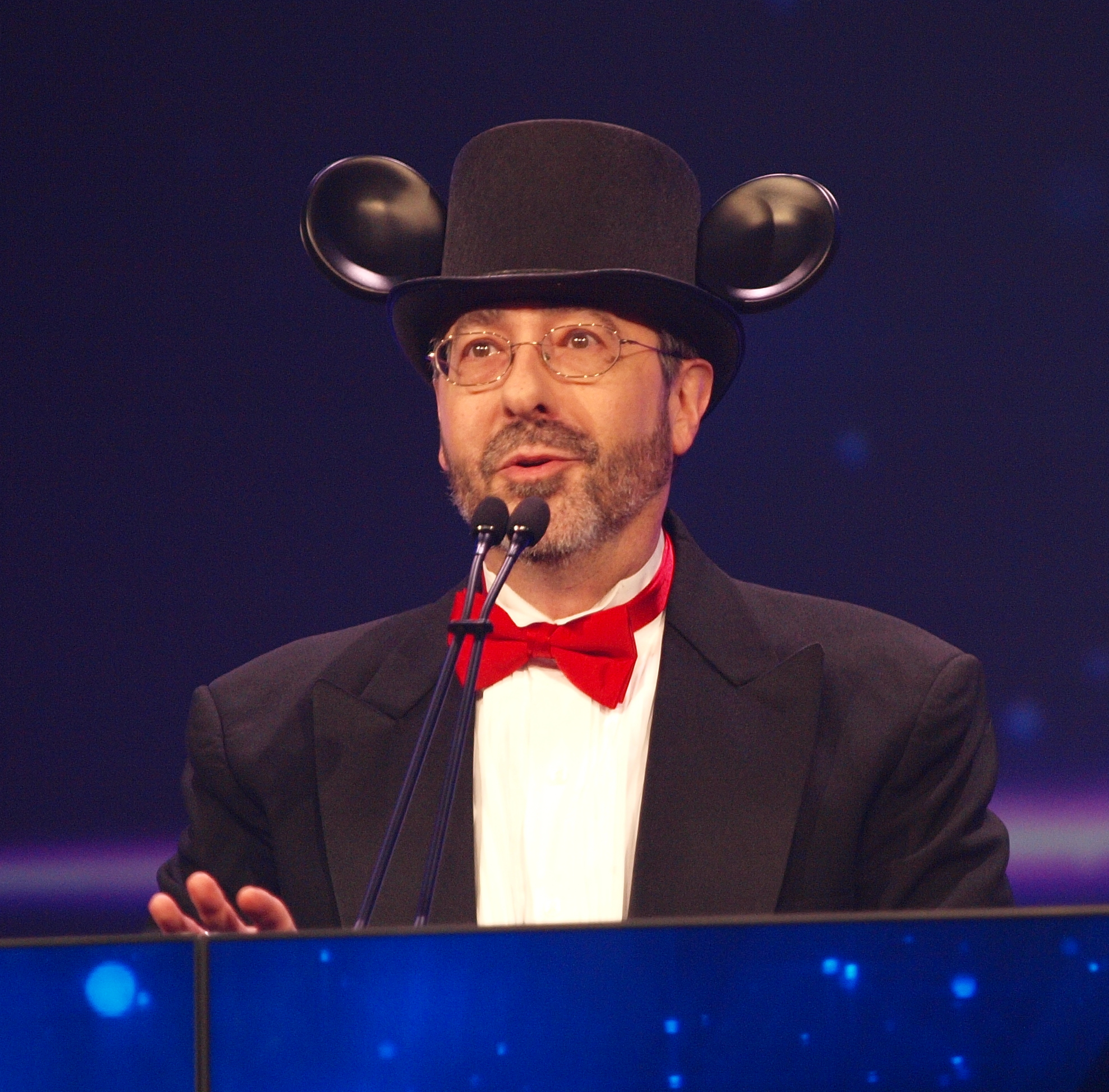
Warren Spector en el Game Developers Conference de 2010

Posteriormente incursionó en la industria de los videojuegos con Origin Systems y Looking Glass Studios. Trabajó en juegos como Ultima Underworld I y II, System Shock, además de trabajar brevemente en el proyecto Dark Camelot, el cual luego se convertiría en Thief: The Dark Project. Más adelante fundó la división de Austin de Ion Storm Inc., el cual desarrollaría juegos como Deus Ex, Deus Ex: Invisible War y Thief Deadly Shadows antes de ser cerrado por la empresa madre Eidos Interactive en febrero de 2005.
En 2004, Spector dejó Ion Storm para continuar con proyectos personales fuera de la empresa. En 2005, se anunció que había abierto un nuevo estudo, Junction Point Studios, donde estaría trabajado en nuevo juego. Poco después se publicó anuncio de trabajo para el estudio buscando artistas para un juego que tenía "personajes de dibujos animados clásicos de Hollywood" incluyendo "ratones, gatos y conejos". El 13 de julio de 2007, se anunció que Disney Interactive había adquirido Junction Point Studios. Su primer proyecto con Disney Interactive fue un proyecto que incluía personajes clásicos de Disney, llamado Epic Mickey, El juego fue diseñado exclusivamente para el Wii y lanzado en 2010.
En 2016, Spector fue galardonado con el Premio Honorífico del Fun & Serious Game Festival, en la gala que tuvo lugar en Bilbao.
Spector ha sido un gran contribuyente a la teoría de los videojuegos, y promueve en forma constante la importancia de ejecutar ideas en forma adecuada en los videojuegos.

## Vida personal
Warren conoció a Caroline Chase en 1984 en una tienda de cómics en Austin, Texas, donde ella trabajaba. Poco después Caroline consiguió un trabajo en Steve Jackson Games, y no tardaron en iniciar un romance. Warren y Caroline se casaron el 11 de abril de 1987. Él y Caroline trabajaron juntos en ocasiones, como fue en el caso de los suplementos para el juego de rol Marvel Super Heroes.

## Cameos
Warren Spector ha aparecido en varios de los juegos que ha ayudado a diseñar. en Mundos de Ultima: El Imperio Salvaje y Ultima: Worlds of Adventure 2: Martian Dreams aparece como el científico Johann Shliemann Spector, conocido por los nativos en el Imperio Salvaje por el alias de Zipactriotl. En Ultima VII Part Two: Serpent Isle aparece como el buscador de tesoros corrupto Spektor. En el primer Ultima Underworld, aparece como "un espectro molesto llamado Warren". En System Shock hace algunas de las voces de las bitácoras. En Deus Ex, la cara del personaje Ford Schick está basada en él; además, "iamwarren" ("yosoywarren" en español) es uno de los trucos del juego (hace que los artefactos electrónicos alrededor del jugador dejen de funcionar en forma espectacular, una broma por parte del equipo desarrollador).

## Créditos

### Videojuegos

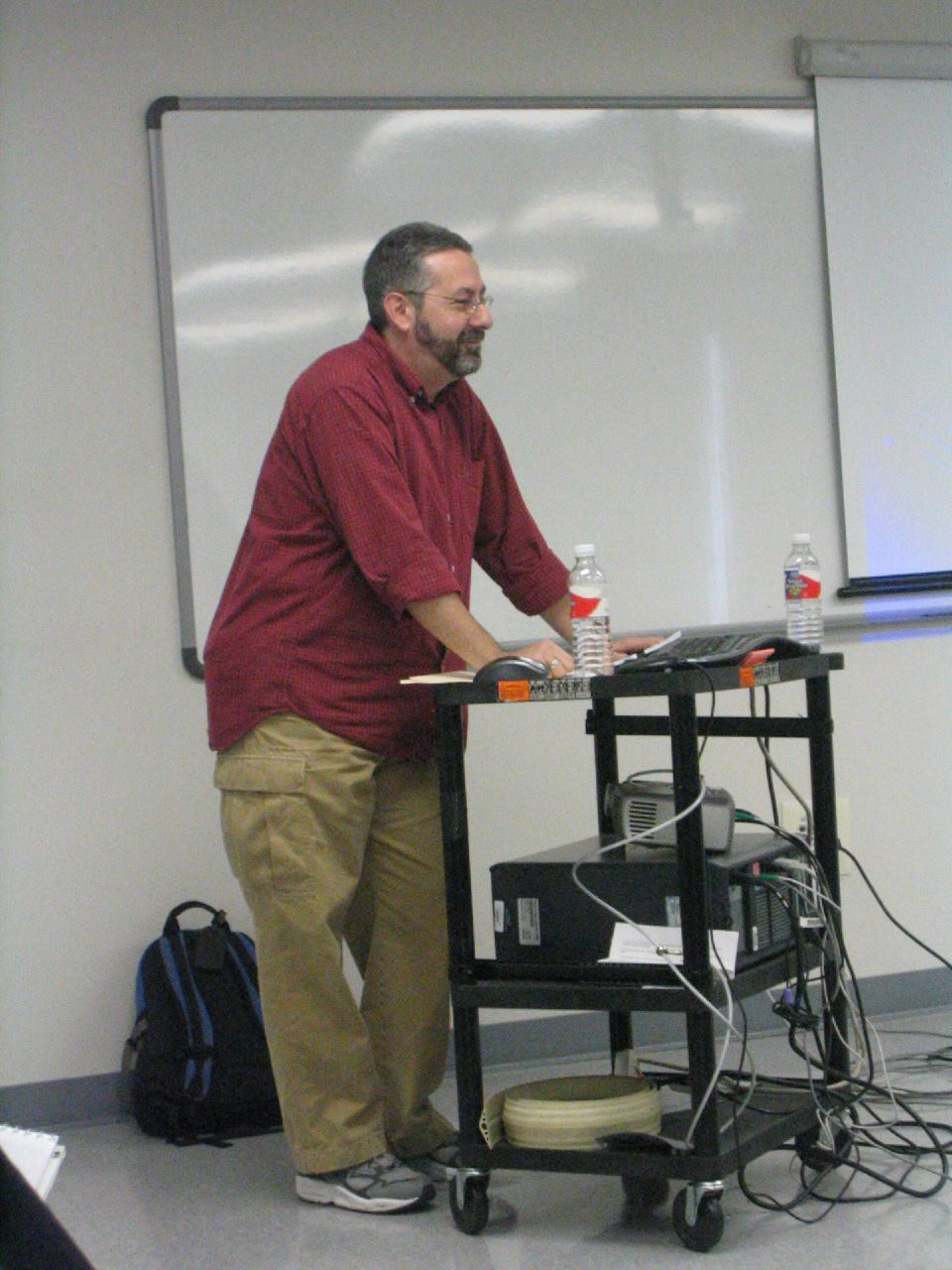
Spector en 2006

- Wing Commander (1990), Origin Systems
- Wing Commander: The Secret Missions (1990), Origin Systems
- Ultima VI: The False Prophet (1990), Origin Systems
- Bad Blood (1990), Origin Systems
- Wing Commander II: Vengeance of the Kilrathi (1991), Origin Systems
- Wing Commander: The Secret Missions 2 - Crusade (1991), Origin Systems
- Ultima: Worlds of Adventure 2: Martian Dreams (1991), Origin Systems
- Ultima Underworld: The Stygian Abyss (1992), Origin Systems
- Shadowcaster (1993), Origin Systems (no acreditado)[10]
- Ultima Underworld II: Labyrinth of Worlds (1993), Origin Systems
- Wing Commander: Privateer - Righteous Fire (1993), Origin Systems
- Ultima VII Part Two: Serpent Isle (1993), Origin Systems
- Ultima VII, Part Two: The Silver Seed (1993), Electronic Arts
- Wings of Glory (1993), Electronic Arts
- System Shock (1994), Looking Glass Technologies
- CyberMage: Darklight Awakening (1995), Origin Systems
- Crusader: No Remorse (1995), Origin Systems
- Thief: The Dark Project (1998), Looking Glass Studios
- Deus Ex (2000), Ion Storm Austin
- Deus Ex: Invisible War (2003), Ion Storm Austin
- Thief: Deadly Shadows (2004), Ion Storm Austin
- Epic Mickey (2010), Disney Interactive Studios
- Epic Mickey 2: The Power of Two (2012), Disney Interactive Studios

Spector es por lo general acreditado como productor salvo en Deus Ex donde también es acreditado como director de proyecto.

### Juegos de Rol
- Toon – Desarrollador (1984), Steve Jackson Games
- Bullwinkle and Rocky Role-Playing Party Game – Editor (1988), TSR, Inc.
- Set de Uncanny X-Men  – Editor (1990), TSR, Inc.

### Novelas
- Double Agent: Royal Pain/The Hollow Earth Affair por Richard Merwin/Warren Spector ISBN 0-88038-551-0

### Cómics
- DuckTales- Boom! Studios - (2011)